# Reichstag zu Worms (829)

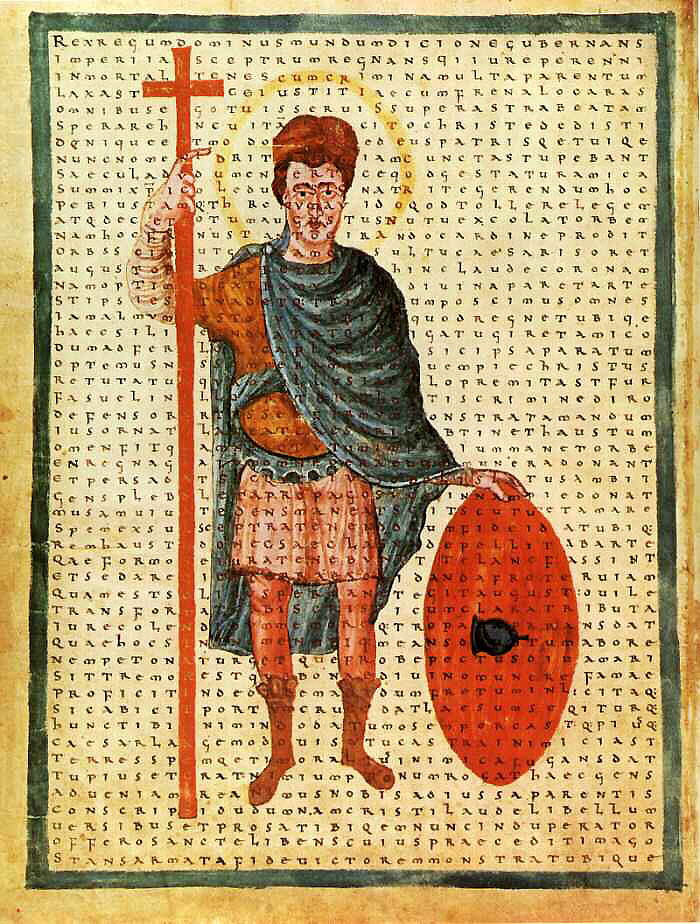
Kaiser Ludwig der Fromme

Der Reichstag zu Worms im Jahr 829 war eine Reichsversammlung in Worms.

## Ereignisse
Einberufen wurde sie durch König Ludwig dem Frommen und fand im August 829 statt. Es war die erste Reichsversammlung in Worms seit 787 und die erste nach dem Brand der Wormser Kaiserpfalz 790.
Inhaltlich ging es auf der Reichsversammlung um die Versorgung des nachgeborenen Sohns König Ludwig des Frommen, Karl des Kahlen (823–877), der zu diesem Zeitpunkt allerdings erst sechs Jahre alt war. Der ältere Sohn, Lothar I. (795–855), war bereits Mitregent. Aus seinem Herrschaftsbereich wurden Alemannien (Schwaben), Rhätien (Ostschweiz) und ein „Teil von Burgund“ (vermutlich die Westschweiz) ausgegliedert und daraus ein Herzogtum gebildet. Dies lief inhaltlich der Ordinatio imperii von 817 zuwider, einem Versuch, das traditionelle dynastische Erbrecht des fränkischen Reichs, das eine Erbteilung unter den Söhnen des Herrschers vorsah, zu beschränken, um eine Aufsplitterung zu verhindern. Formal wurde die Ordinatio imperii dadurch eingehalten, dass Karl „nur“ ein Herzogtum erhielt, aber kein (König)reich. Dieser Kompromiss war Ausgangspunkt weiterer Auseinandersetzungen in der karolingischen Herrscherfamilie, denen Kaiser Ludwig – letztendlich vergeblich – dadurch vorzubeugen suchte, dass er Lothar nach Italien schickte.
Weiter scheinen auf der Reichsversammlung einige Kapitularien verkündet worden zu sein, die sich mit der Sicherung kirchlichen Besitzes, kirchlicher Einkünfte und dem Schutz der Armen befassten.